# Rábano Picante: Verdades Amargas que No Puedes Evitar
Rábano Picante: Verdades Amargas que No Puedes Evitar es el posible título en castellano de la novela Horseradish: Bitter Truths You Can't Avoid escrita por Daniel Handler, bajo el seudónimo de  Lemony Snicket y publicada en abril del 2007.

Es un libro centrado en recortes de Snicket tomados de "papeles personales, conversaciones en fiestas y reuniones anarquistas" del famoso Una serie de catastróficas desdichas.

En trece capítulos desde "Family" hasta "Emotional Health," desde "A Life of Mystery" hasta "The Mystery of Life" — Rabanos Picantes dispone la infeliz mente del Sr. Snicket al alcance de tus dedos. Este compendio de sabiduría elegida entre sus trabajos publicados y anotaciones impublicables es el regalo perfecto tanto para los seres queridos como para los enemigos.
Lemony Snicket 24 de abril

La siguiente es la sinopsis oficial de la Editorial HarperCollins:

La vida es un turbulento viaje, lleno de confusión, angustia, e inconveniencia. Desafortunadamente, este libro no será de gran ayuda.

## Contenido
Siguiendo la tradición del trabajo de Snicket, Rábano picante tiene trece capítulos, cada uno con un tema diferente. El libro tiene un prefacio que introduce esos temas.

### Capítulos
Capítulo 1: Home
Capítulo 2: Family
Capítulo 3: School
Capítulo 4: Work
Capítulo 5: Entertainment
Capítulo 6: Literature
Capítulo 7: Travel
Capítulo 8: Emotional Health
Capítulo 9: Affairs of the Heart
Capítulo 10: A Life of Mystery
Capítulo 11: The Mystery of Life
Capítulo 12: An Overall Feeling of Doom that One Cannot Ever Escape no Matter What One Does
Capítulo 13: Miscellaneous

### Introducción
Una mujer y un hombre viven en un pueblo rodeado de rábanos picantes. Todos los días la mujer pesca caracoles mientras que el hombre cultiva y prepara pasas. Todos los días comen caracoles rellenos de pasas para cenar. Una noche la mujer le pregunta al hombre si la vida es algo más que hacer lo mismo año tras año. El marido explica que un viejo sabio que mencionó la madre de la mujer probablemente lo sepa. La mujer visita a su madre y le pregunta sobre el viejo sabio.
Su madre le cuenta que su maestra de tercer grado, Miss Matmos, le contó sobre él. La mujer visita a Miss Matmos, que aun es profesora. Ella le explica que el viejo sabio vive en lo alto de una montaña muy lejana, y que la escalada es difícil y tediosa. La mujer viaja a la montaña, acompañada por la novela A High Wind in Jamaica.
Tras meses de andar y pensar sobre los nombres de los capítulos, la mujer llega a la casa del viejo sabio, pero en realidad no es un viejo sabio, sino un viejo gordo. Cansada y hambrienta, la mujer vuelve a casa, pero descubre que en su ausencia su madre se ha hecho cargo de los caracoles, su marido se va a casar con Miss Matmos, y que ha suspendido el tercer grado. La moraleja de la historia es que la vida contiene verdades amargas que no se pueden evitar.

## Curiosidades
- Lemony Snicket aparece ilustrado andando por la página inicial de cada capítulo; en los capítulos finales, tropieza.
- Los rábanos picantes son un elemento clave en los últimos libros de Una serie de Catastróficas Desdichas.

## Fecha de publicación
- Nueva York: HarperCollins, 2007. ISBN 0-06-124006-0